# Matematikadidaktika
A matematikadidaktika vagy matematika (szak)módszertan a tantárgypedagógiák egyike, mely a matematika oktatásának (tanításának és tanulásának) kérdésével foglalkozik.
Ez egy fiatal ismeretterület, kialakulását az 1960-as évektől számítjuk. Épp ezért besorolását és tárgyalásmódját (tematikáját, más tudományágakkal való kapcsolatát és a tudományokon belül elfoglalt helyét) tekintve, egyes szerzők között lehetnek eltérések, sőt viták (lásd még lentebb).
E. Ch. Wittman 1981-es könyvében a matematikadidaktika következő fő összetevőit különböztette meg:
1. Szakmai (tudományos) dimenzió: A matematikaoktatás folyamatai végső soron a matematika mint tudomány feldolgozását jelentik, tehát az oktatás egyik – de a legtöbb szakember szerint, nem kizárólagos – alapja a tudomány ismerete.
2. Társadalmi dimenzió: Az oktatási tartalmak alá vannak rendelve a társadalmi (politikai, gazdasági, ideológiai stb.) céloknak.
3. Pszichológiai dimenzió: Az oktatási folyamat tervezésében tekintetbe kell venni a tanulók pszichológiai jellemzőit, amelyek mind egyénenként, mind a korral változnak.
4. Konstruktív dimenzió: Az oktatás tervezése és gyakorlati megvalósítása gyakorlati döntéseket és cselekvést igényel, ezeket meghozni – ez a didaktika egyik axiómaszerű feltevése (amely a tudományos oktatást az ösztönöstől megkülönbözteti) – az előző három tényező figyelembevételével célszerű.

A matematikadidaktika interdiszciplináris összetevői ennek megfelelően a pszichológia, a szociológia, a pedagógia és a matematika (bővebben ld. lentebb).

## A matematikadidaktika viszonya más területekhez

### Fogalmi viták
Matematikadidaktikáról mint tudományról, az 1950-es évek előtt nemigen beszélhetünk.
A háború előtt a szakdidaktikákat alkalmazott módszertanoknak, a gyakorlat puszta szolgálójának (mesterségnek, hagyománynak, legjobb esetben is csupán alkalmazott tudománynak) tekintették, az 1936-os Pedagógiai lexikon szerint:
„Módszertan (metodika, metodológia) a pedagógiának egészen gyakorlati irányú és iskolafajok szerint is tagolódó ága. Az egyes tantárgyakra alkalmazza azokat az egyetemes elveket, amelyek minden oktatásban érvényesülnek, (…) az alkalmazott, részletes oktatástant jelenti. (…) A kezdő oktatóknak igen hasznos, mert lehetővé teszi más, kiváló gyakorlati pedagógusok tapasztalatainak és elmélkedéseinek felhasználását …” 
E pedagógiai hagyománynak, felfogásnak megfelelően kezdetben (60-as, 70-es évek) a matematikadidaktikát az alkalmazott pedagógia egyik alesetének tekintették, akárcsak általában a szakdidaktikákat. Az alkalmazásközpontú szemlélet máig erősen jelen van – E. Ch. Wittmann 1981-es könyve szerint például „a matematikadidaktika a matematikával kapcsolatos gyakorlati kurzusok fejlesztésével, lebonyolításával, empirikus felülvizsgálatával, továbbá a kurzusok célkitűzéseivel, illetve tematikus anyagaival foglalkozó tudomány”. Jelenleg a (matematika-)didaktikát alkalmazott mesterségnek, illetve elméletileg megalapozott tudománynak tartó koncepciók párbeszéde, egymás mellett élése, illetve vitája jellemző.
Mára, alapvető (noha általában nem kialakult) elméletekkel, paradigmákkal gazdagodva, összefüggésben a pedagógiában a huszadik század utolsó negyedében végbemenő szemléletváltozással, egyre több szerző tárgyalja önálló, interdiszciplináris tudományterületként, mint az elméleti didaktika (oktatáselmélet) matematikával foglalkozó területét. Z. Krygowska 1982-ben megjelent könyve szerint:
A matematikadidaktika, mint tudomány, fejlődésének kezdeti szakaszában van, lassan, fokozatosan dolgozza ki saját módszertanát és nyelvét. Annak ellenére, hogy sok publikáció a terület elméleti és gyakorlati eredményeinek bemutatására, még messze vagyunk a tudományosan megalapozott általánosításoktól, a mélyebb elméleti felfogástól, értelmezéstől, nem haladtuk még meg a csak lokális rendezés és strukturálás fázisát a matematika tanulására és tanítására vonatkozólag. A matematikadidaktika születőben lévő (in statu nascendi) diszciplína, ezt harag és részrehajlás nélkül köteles elismerni az is, aki e diszciplína tudományos voltát tagadja, de téved az is, aki benne egy teljesen kifejlődött tudományt akar látni. A matematikadidaktikai kutatások úttörő jellegének tudata szükséges a matematikadidaktikusok számára is, ez megvédi őket azon tételeik idő előtti abszolutizálásától, melyek nem rendelkeznek szilárd elméleti és tapasztalati megalapozottsággal.

### Interdiszciplináris jelleg
Szalontai Tibor nyomán (Nyíregyházi Főiskola, Matematika és Informatika Intézet) a matematikadidaktika más ismeretterületekkel való kapcsolatát a következőképp foglalhatjuk össze:
A matematika-didaktika bizonyos rátekintésben alkalmazott pedagógia, más rátekintésben azonban – az eleven gyakorlat szerint- mára már önálló tudományág jeleit mutatja.
1. A matematikával való természetes kapcsolat egyirányú, amennyiben a matematika valamely ágának, részének a tanulását vagy tanítását vizsgáljuk, ugyanakkor e vizsgálatok eredménye általában nem (vagy nem nagy mértékben) járul hozzá a matematikatudomány fejlesztéséhez. A kapcsolat nyilvánvaló például az iskolai matematika tananyag tartalmával, a matematika egyes módszereinek tanulásával, tanításával kapcsolatban. A matematika különböző ágainak fejlődése szintén hatással van a tananyagra, bár a közoktatásban ez a hatás korlátozottan és gyakran nagy késéssel érvényesül.
2. A matematika-didaktika felhasználja a pedagógia, ezen belül a didaktika eredményeit (például a didaktikai alapelvek – mint a fokozatosság, életkornak megfelelés, tudományosság alapelvei stb. – modellek, az óratípusok – ismeretbővítő; gyakorlás-alkalmazás, ellenőrző; rendszerező-összefoglaló; értékelő-számonkérő – az óra tagolása, a munka- és szervezési formák – frontális, differenciált, nívó- vagy heterogén csoportos, egyéni munkára vagy közös megbeszélésre épülő stb. – alkalmazása). A hatás kölcsönös, a matematika-didaktika is gazdagítja az általános pedagógiát. Ugyanakkor vannak olyan jelenségei, kérdései, amelyek nem kezelhetők az általános pedagógia és didaktika szintjén, továbbá olyan sajátos módszerei, eredményei is, amelyek más tantárgyaknak nem sokat mondanak, így nem általánosíthatók.
3. A matematika-didaktika és ezen belül a matematika tantárgypedagógia alkalmazza a pszichológia eredményeit, egyes módszereit és viszont, gazdagítja is azokat. A matematikadidaktika élő kapcsolatát jelzi a pszichológiával (különösen a tanulás- és tanításlélektannal, pedagógiai pszichológiával és a fejlődéslélektannal), hogy új tudományterületként megjelent a matematika tanítás-tanulás pszichológiája. A kognitív képességek (észlelés, figyelem, emlékezet, gondolkodás, problémamegoldás, kreativitás) vagy a motiváció, attitűdök, önértékelés, önbizalom stb. általános kérdései mellett a matematika-didaktikában jelentős a belsővé válás (interiorizáció), a sűrítés vagy a saját gondolkodást tükrözés (metakogníció) kérdésköre. Csoport-lélektani és szociál-pszichológiai kérdések is felmerülnek, továbbá a tanítás- és vezetéslélektani kérdések is.
4. A tanulási-tanítási folyamat tervszerűsége, illetve programozott vagy távoktatási rendszerek szempontjából értelmezhető az irányítás- és vezérléstechnikával vagy kibernetikával, illetve a rendszerelmélettel való kapcsolat. Említendő még a logikával, filozófiával (ismeretelmélet) való kapcsolat is.
5. A természettudományokkal való természetes kapcsolat egyrészt a matematika alkalmazása mértékében, másrészt az iskolai életközeli vagy szöveges problémák szempontjából jelentkezik. De ez a társadalomtudományoknál is egyre jobban érvényesül. Tantárgypedagógiánkban fontos a más tantárgyakkal való kapcsolat és időbeli egyeztetés kérdése (tantárgyi koncentráció) is.
6. Növekszik a jelentősége a különböző határterületi (interdiszciplináris) kutatásoknak. Az eddigiek mellé példaként hozhatjuk a matematika-didaktika és az információ- és kommunikáció-technika (ICT) avagy a matematika-didaktika és a „kognitív tudományok” kapcsolatát; a szociológiával például a nemek és a matematika, a kultúrák és a matematika vagy éppen a felnőttképzés problematikájában kapcsolódik.

## A matematika tanításának főbb kérdéskörei

### Kognitív pszichológiaivonatkozások
Milyen életkorban milyen mélységű matematikát taníthatunk? Létezik-e a racionális vagy matematikai intelligencia és hogyan lehet mérni? Egységesen lát-e rá az elme a matematikai problémákra, vagy vannak különböző természetű, például geometria- illetve algebra-hangsúlyos gondolkodásmódok? Megtanulható-e a matek, vagy születni kell rá? Egy matematikus tényleg csak 30 éves koráig érhet el komoly eredményeket?

### Szociológiaikérdések
Más társadalmi csoportban másféle matematikaoktatás kell-e? Lehet-e a társadalmi réteg nyelvén a szakzsargontól elvonatkoztatva értékes matematikát oktatni, vagy sem? Ugyanazt kell-e tanulnia egy szakiskolásnak, szakközépiskolásnak és gimnazistának vagy sem? Ha igen mi ennek a társadalmi meghatározottságnak az oka? Mitől lesz társadalmi szempontból használható (adaptív) tudás a matematikatudás? Mit kell tudnia egy középiskolát végzett embernek matekból és egy felsőfokú képzésben résztvevőnek?

### Szociálpszichológiaikérdések
Van-e szocializációs szerepe a matematikaoktatásnak? Nevel-e rendre, kitartásra, módszeres gondolkodásra? Feldolgozható-e kiscsoportban, „beszélgetős”, interaktív módon a matematika anyag? Segít-e a matekban a versenyszellem, vagy ront? Függ-e az anyanyelvtől a számolási készség könnyebb vagy nehezebb kialakulása?

### Szakmódszertani kérdések
Hogyan kell a matematikát tanítani? Mi vezet el a matematika megértéséhez? Nyelvileg meghatározott-e a matematikatudás? Ha a nyelvtanuláshoz hasonlóan lassan jutunk el ahhoz, hogy tudunk helyesen, "matematikusan" fogalmazni és írni, akkor értjük-e a matematikát vagy ha megmutatják, demonstrálják, kézzelfoghatóvá teszik nekünk (a spiralitás elve, a szemléletesség elve)? Meddig lelik kedvüket a tanulók a mechanikus jellegű feladatokban és mikor lehet „gondolkodtató” példákat feladni?
Milyen matematikai tartalmat(tananyagot) tanítsunk?
Különböző életkorban mit és milyen módon tanítsuk hatékonyan a különféle matematikai tartalmakat?
Miért tanítunk egy-egy matematikai témát? Milyen módon kelthetjük fel tanulóink matematika iránti érdeklődését(legjobban motiváltság elve)?
Kell-e, hogy a bevezetett matematikai fogalmaknak történeti vagy a mindennapi élethez kapcsolódó meghatározottsága legyen, vagy elegendőek a matematikán (halmazelméleten) belüli indokok? Van-e előélete a tételeknek? (heurisztika)

### Matematikafilozófiaivonatkozások
Milyen képet kell a matematikáról, a matematikusokról nyújtani? Tévedhetetlen, szigorú, megmásíthatatlan-e a matematika, vagy kreatív módon felfedezhető, emberi-e? Mennyiben szellemtudomány és mennyiben bemutatható, megjeleníthető? Mennyire értékesek a sejtések és mennyire elengedhetetlenek a bizonyítások? Létezik-e az oktatási szituációban logikailag hézagtalan gondolatmenet? Mik teszik igazzá, elfogadhatóvá az alaptételeket, axiómákat?

### Aktuális, az oktatási reformmal kapcsolatos kérdések
Mik az érettségi követelmények? Miért azok? Mik azok a módszerek, melyekkel használható tudást lehet nyújtani? Hogyan lehet megfelelni a problémamegoldó, alkalmazott tudást igénylő feladatokat tartalmazó PISA követelményeknek? Kellenek-e ehhez reformpedagógiai módszerek, vagy inkább térjünk vissza a régi, az akkori követelményeket kielégítő bevált módszerekhez? Milyen továbbképzési lehetőségek állnak a matematikatanárok rendelkezésére, hogy az oktatás megfeleljen az EU-s követelményeknek? Milyen tankönyvek, segédanyagok, oktatási modulok vannak, amik a tanárok és a diákok munkáját segítik?

## A (matematika)didaktikában előforduló elméletek
- Piaget tanuláselmélete fejlődéslélektani elmélete szerint az egyén állandó kölcsönhatásban él környezetével, melynek változásai leképeződnek az elmébe, ennek eredményei a sémák; melyek a környezet hatására változnak (adaptáció). Fejlődéslélektani elmélete szerint a gyermek kognitív fejlődésében világosan megkülönböztethetőek olyan szakaszok, melyek időbeli elhelyezkedése és tartama egyénenként változhat, de ettől eltekintve mindenkire jellemzőek, és egymáshoz viszonyított sorrendjük szigorúan meghatározott, mindenkire egyformán érvényes. E négy, alszakaszokra is osztható fő szakasz a következő: 1). Érzékszervi-mozgásos szakasz (szenzomotoros periódus); cselekvéses helyzetmegoldás jellemzi; 2). Művelet előtti szakasz: szemléletvezérlésű (intuitív) gondolkodás és még mindig nagyfokú egocentrizmus jellemzi; 3). A konkrét műveleti szakasz: internalizált, reverzibilis cselekvésekkel megjelenő gondolkodási műveletek jellemzik; 4). A formális műveleti szakasz; a kombinatorikus gondolkodás, a hipotézis-alkotás és dedukció kialakulása. Elméletével sokan nem értenek egyet. Számos kísérletet végeztek annak bizonyítására, hogy az általa formálisnak nevezett problémákat a 12 év körüli életkornál korábbi életkorban is meg lehet ismerni. Mindennek ellenére az ő felosztását tekintik a fejlődésről való gondolkodás alapjának.
- Reprezentációs elméletek: Bruner reprezentációs elmélete, duálkódelmélet
- Richard Skemp könyve

## Matematikaoktatással kapcsolatos folyóiratok
- KöMaL – (Középiskolai Matematikai Lapok) –
- A matematika tanítása (nincs elektronikus forma)
- Teaching Mathematics and Computer Science
- JMTL (csak elektronikus)
- Új Pedagógiai Szemle
- Mathematics Teaching (angol)

## Speciális, a matematikadidaktikára jellemző területek
- Fogalmak és tételek (bizonyítások) tanítása
- Problémamegoldás, a heurisztika forradalma
- Matematikadidaktikai paradigmák
- Számológépek (a számítógép) és a matematikaoktatás

### Külső hivatkozások
- Történeti vonatkozások – magyar matematikaoktatás és -didaktika
- Varga Judit: Kooperatív technikák alkalmazása a matematika tanításában
- Magyarországon kiemelkedő, nemzetközi színvonalú matematika-módszertani kutatást és tanítást végez az ELTE Matematika Szakmódszertani Kutatócsoportja. Elérhetősége itt.
- Mérő László: Mire való a matematika tanítása? Bölcsesség vagy frusztráció?
- Egy matematikadidaktikai irodalomjegyzék
- Kulturális problémák a matematikaoktatásban – angolul